# Лёгкая дивизия Хилла
Лёгкая дивизия Хилла (англ. A. P. Hill’s Light Division) — представляла собой пехотное соединение Северовирджинской армии во время американской гражданской войны. Дивизия состояла из шести бригад, которой первоначально командовал Эмброуз Поуэлл Хилл. В мае 1863 года дивизия была переформирована и ей командовали генералы Уильям Пендер и Кадмус Уилкокс.

## Формирование
Дивизия была сформирована в начале лета 1862 года, когда генерал Ли принял командование армией. После первого же военного совета Ли уведомил Хилла, что его дивизия (бригады Гарланда, Родса, Рейнса и Фетерстоуна) увеличивается ещё тремя бригадами. Переформрованная дивизия Хилла теперь состояла из шести бригад: 1) Чарльза Филда, 2) Макси Грегга, 3) Джозефа Андерсона, 4) Лоуренса Брэнча, 5)Джеймса Арчера 6) Уильяма Пендера. Хилл сразу же занялся тренировкой своей дивизии и через несколько дней полковник Лонг, посланный генералом Ли на инспекцию, докладывал: «Его части в прекрасном состоянии. Он назвал свою дивизию 'Лёгкой дивизией'».

## Состав
Первой бригадой дивизии стала вирджинская бригада Чарльза Филда. Первоначально она состояла из 40-го, 47-го, 55-го и 60-го вирджинских пехотных полков. Это была одна из лучших бригад дивизии, однако после ранения Филда она была передана Джону Брокенбро и постепенно утратила боеспособность. К началу геттисбергской кампании бригада считалась одной из слабейших.
Второй бригадой дивизии была южнокаролинская бригада Макси Грегга. Она была так же известна, как бригада Грегга-Макгована. Она состояла из 1-го южнокаролинского стрелкового («Orr’s Rifles»), 1-го, 12-го, 13-го и 14-го южнокаролинских полков.
Третьей бригадой дивизии была джорджианская бригада Джозефа Андерсона, но командовал ею в основном генерал Эдвард Томас. Она состояла из 14-го, 35-го, 45-го, и 49-го джорджианских полков.
Четвёртая и пятая бригады были северокаролинскими. Бригада Лоуренса Брэнча состояла из 7-го, 18-го, 28-го, 33-го и 37-го северокаролинских полков. После гибели Брэнча при Энтитеме командование принял Джеймс Лэйн. Бригада Уильяма Пендера состояла из 16-го, 22-го, 34-го и 38-го северокаролинских полков. Когда Пендер стал командиром дивизии, он передал бригаду Альфреду Скейлсу.
Пятая бригада имела смешанный алабамско-теннессийский состав и командовал ею Джеймс Арчер. Она состояла из 5-го алабамского батальона, 1-го, 7-го и 14-го теннессийских полков. После пленения Арчера под Геттисбергом бригадой командовал Уильям Маккомб. Бригада вошла в историю как первая, вступившая в бой под Геттисбергом.
| Командиры Лёгкой дивизии                                                          |
| --------------------------------------------------------------------------------- |
| - Джеймс Арчер - Эдвард Томас - Уильям Дурси Пендер - Лоуренс Брэнч - Макси Грегг |

## Боевой путь
Лёгкая дивизия впервые была задействована в Семидневной битве, где действовала в составе крыла Лонгстрита. Она участвовала в боях при Бивердем-Крик, при Геинс-Милл и при Глендейле, и во всех этих сражениях была фактически основной ударно силой армии. Один из участников потом писал: «Если бы дивизия Хилла не была сделана из стали более, чем из плоти и крови, они не вынесли бы только трудов в эти тяжелые дни /…/ ночью понедельника немногие уцелевшие лежали на кровавом поле боя. Все были измучены боями и лежали на земле без костров, одеял и одежды, неспособные думать о чём-либо, кроме отдыха». В ходе Семидневной битвы дивизия потеряла почти 4 000 человек, были ранены генералы Пендер и Андерсон, который впоследствии подал в отставку.
После того, как у Хилла начался конфликт с Лонгстритом (в основном по вине журналистов), и дивизию перевели в подчинение Томасу Джексону. Между Хиллом и Джексоном так же начались конфликты, но несмотря на это, Джексон считал Лёгкую дивизию — лучшей своей дивизией.
В подчинении Джексона дивизия приняла участие в сражении у Кедровой Горы а также хорошо проявила себя во время оборонительного боя в начале Второго Сражения при Бул-Ране. Здесь был ранен генерал Филд и его бригаду передали Джону Брокенбро.
Основную славу Лёгкая дивизия обрела в ходе Мэрилендской кампании. 5 сентября дивизия перешла Потомак и вступила в Мэриленд, 11-го вернулась на вирджинский берег Потомака и вошла в долину Шенандоа, где 12 сентября заняла Мартинсберг, выбив оттуда 3-тысячный федеральный отряд генерала Уайта. 13 сентября она подошла к Харперс-Ферри и приняла участие в осаде этого города. В этом бою дивизия потеряла всего 3 человека убитыми и 66 ранеными. После взятия Харперс-Ферри Джексон отправил свои дивизии под Шарпсберг, а дивизию Хилла оставил принимать капитуляцию города. На следующее утро, 17 сентября, Хилл оставил бригаду Томаса в Харперс-Ферри, а остальные 5 бригад отправил маршем к Шарпсбергу, где уже началось Энтитемское сражение. Пройдя скорым маршем 17 миль, дивизия пришла на поле боя в 14:30. Хилл успел развернуть свою дивизию как раз к тому времени, когда началась атака IX федерального корпуса на практически беззащитный правый фланг армии Ли. Атака бригад Брэнча, Грегга и Пендера во фланг корпуса заставила его остановиться и отступить, чем спасла Северовирджинскую армию от разгрома. Хилл писал в рапорте, что три его бригады, 2 000 человек, сумели отбросить 15 000 солдат федерального корпуса. Дивизия потеряла 63 человека убитыми и 283 ранеными. Погиб генерал Брэнч, ранен был Грегг и капитан артиллерии Пеграм. На следующий день дивизия прикрывала отступление армии в Вирджинию, а 20 сентября в сражении при Шепардстауне не дала федеральной армии переправиться через Потомак.
В декабре 1862 года Лёгкая дивизия стояла на правом фланге армии во время сражения при Фредериксберге. Здесь она попала под удар дивизии Джорджа Мида. Бригада Макси Грегга была отброшена, а сам генерал погиб. Его бригаду передали Сэмюэлю МакГовану. Поле этого сражения генерал Ли отстранил Брокенбро от командования бригадой и передал её Генри Хету, которого специально для этого вызвали с Запада.
Весной 1863 года дивизия в последний раз участвовала в боях в своем классическом составе. В сражении при Чанселорсвилле участвовали бригады Генри Хета, Эдварда Томаса, Джеймса Лэйна, Сэмуэля Макгована, Джеймса Арчера и Дурси Пендера. В ходе сражение Хилл временно принимал командование корпусом, поручив дивизию Генри Хету, который в свою очередь вернул свою бригаду Джону Брокенбро. В сражении погиб генерал Макгован и бригаду передали Эбнеру Перрину.
23 мая 1863 года Хилл был повышен до командира корпуса и встал вопрос о его преемнике. Основными кандидатами были Генри Хет и Уильям Пендер. Хилл написал в рекомендации, что Хет был бы идеальным командиром, если бы ранее сражался в рядах дивизии и успел бы заслужить её признание. В итоге дивизию поделили на две части. Бригады Арчера и Брокенбро выделили в отдельную дивизию во главе с Хетом, которому 24 мая присвоили звание генерал-майора. Остальные 4 дивизии передали Уильяму Пендеру, который стал генерал-майором 27 мая. Свою бригаду Пендер передал генералу Скейлсу.
В результате, к началу геттисбергской кампании переформированная дивизия приняла следующий вид:
- Бригада Эбнера Перрина, 1-й, 12-й, 13-й, 14-й южнокаролинскиех полки
- Бригада Джеймса Лэйна, 7-й, 18-й, 28-й, 33-й и 37-й северокаролинские полки
- Бригада Эдварда Томаса, 14-й, 35-й, 45-й и 49-й джорджианские полки
- Бригада Альфреда Скейлса, 13-й, 16-й, 22-й, 34-й и 38-й северокаролинские полки
- Артиллерийский батальон Уильяма Погэ

Во время сражения при Геттисберге дивизия Пендера шла позади дивизии Генри Хета. Бригада Томаса была оставлена для охраны обозов. Она не была задействована во время второй атаки Хета на хребет Макферсона, но после того, как бригады Хета выдохлись, Пендер сменил его, послав в атаку бригады Скейлса и Перрина. Бригада Лейна прикрывала правый фланг от кавалерии Гэмбла. Понеся тяжелые потери, дивизия смогла оттеснить противника на Семинарский хребет, а затем вынудила его оставить позиции и начать отступление на Кладбищенский Холм. В бою был ранен генерал Скейлс, и бригаду передали Уильяму Лоуренсу.
2 июля осколком снаряда был смертельно ранен генерал Пендер, и дивизию передали Лэйну, а 3 июля — Исааку Тримблу. Он командовал дивизией во время «Атаки Пикетта», где были задействованы бригады Лэйна и Скейлса-Лоуренса.
После сражения дивизию передали Кадмусу Уилкоксу, который 3 августа 1863 получил звание генерал-майора. Свою алабамскую бригаду Уилкокс передал Эбнеру Перрину, а на место Перрина вернулся генерал Макгован. До конца войны дивизия состояла в III корпусе генерала Хилла в следующем постоянном составе:
1. Бригада Джеймса Лэйна
2. Бригада Сэмуэля Макгоуэна
3. Бригада Альфреда Скейлса
4. Бригада Эдварда Томаса

Бригада прошла всю Оверлендскую кампанию, осаду Петерсберга и Аппоматтоксскую кампанию. Она сдалась при Аппоматтоксе вместе с остатками армии Ли (генерал Скейлс при этом отсутствовал). Однако, после Геттисберга название «Лёгкая дивизия Хилла» почти не употреблялось и дивизия упоминалась просто как «дивизия Уилкокса».

## Название
Происхождение названия дивизии точно не установлено. Предположительно, её назвали так в честь знаменитой Британской лёгкой дивизии. Существует так же предположение, что название имело иронический оттенок, поскольку эта дивизия была самой крупной в Северовирджинской армии. По третьей версии, Хилл назвал так свою дивизию, чтобы отличаться от другой «дивизии Хилла», которой командовал Даниель Хилл. Один из ветеранов дивизии впоследствии писал: «Не знаю, почему её назвали Лёгкой Дивизией, но это название было уместным, так как мы часто шли без шинелей, одеял и ранцев, и вообще без всякого снаряжения кроме ружей и сумок, которые никогда не было тяжелыми, а иногда были просто пусты».